# Schismaderma carens
Schismaderma carens es una especie de anfibio anuro de la familia Bufonidae. Es la única especie del género Schismaderma.
Se encuentra en Angola, Botsuana, República Democrática del Congo, Kenia, Malaui, Mozambique, Namibia, Sudáfrica, Suazilandia, Tanzania, Zambia, Zimbabue y posiblemente Lesoto.
Su hábitat natural incluye sabanas secas y húmedas, zonas secas y húmedas de arbustos, praderas a baja altitud, marismas de agua dulce, tierra arable, zonas de pastos, áreas urbanas, áreas de almacenamiento de agua, estanques, canales y diques y karsts hechos por la mano del hombre.